# Klovborg (plaats)
Klovborg is een plaats in de Deense regio Midden-Jutland, gemeente Ikast-Brande, en telt 546 inwoners (2008).